# Monastère des Chérubins
Le monastère des Chérubins (en arabe : دير الشيروبيم) est un monastère de Syrie situé près de Seidnaya.